# Чалбай
Чалбай — река в России, протекает в Каменском районе Пензенской области. Устье реки находится в 57 км по левому берегу реки Атмис. Длина реки составляет 11 км.
Река берёт начало западнее села Адикаевка в 14 км к северо-западу от города Каменка. Река течёт на восток и северо-восток, протекает село Адикаевка. Впадает в Атмис выше села Головинщино.

## Данные водного реестра
По данным государственного водного реестра России относится к Окскому бассейновому округу, водохозяйственный участок реки — Мокша от истока до водомерного поста города Темников, речной подбассейн реки — Мокша. Речной бассейн реки — Ока.
По данным геоинформационной системы водохозяйственного районирования территории РФ, подготовленной Федеральным агентством водных ресурсов:
- Код водного объекта в государственном водном реестре — 09010200112110000026998
- Код по гидрологической изученности (ГИ) — 110002699
- Код бассейна — 09.01.02.001
- Номер тома по ГИ — 10
- Выпуск по ГИ — 0